# Ligue 2 2023-2024
La stagione della Ligue 2 2023-2024, nota anche come Ligue 2 BKT per motivi di sponsorizzazione, è un torneo di calcio della federazione francese, l'85ª stagione della Ligue 2.

## Stagione

### Novità
| Promosse dal Championnat National | Retrocesse dalla Ligue 1      | Promosse in Ligue 1 | Retrocesse nel Championnat National |
| --------------------------------- | ----------------------------- | ------------------- | ----------------------------------- |
| Concarneau Dunkerque              | Ajaccio Angers Auxerre Troyes | Le Havre Metz       | Digione Nîmes Niort Sochaux         |

Nella stagione precedente sono state promosse in Ligue 1 Le Havre e Metz rispettivamente arrivate 1ª e 2ª . 
Dalla Ligue 1 sono retrocesse Angers, Troyes, Ajaccio e Auxerre, rispettivamente arrivate 20ª, 19ª, 18ª e 17ª, con un numero di retrocessioni maggiori rispetto alle stagioni precedenti per la riduzione imposta dalla FFF della Ligue 1 da 20 a 18 squadre.
Dallo Championnat National sono state promosse Concarneau e Dunkerque, che sono rispettivamente arrivate 1ª e 2ª.

### Formula
Le venti squadre partecipanti si incontrano in un turno di andata e ritorno, per un totale di 38 partite.

## Squadre partecipanti
| Club           | Stagione | Città             | Stadio                   | Stagione precedente                        |
| -------------- | -------- | ----------------- | ------------------------ | ------------------------------------------ |
| Ajaccio        | dettagli | Ajaccio           | Stadio François Coty     | 18º posto in Ligue 1, retrocessa           |
| Amiens         | dettagli | Amiens            | Stadio della Licorne     | 12º posto in Ligue 2                       |
| Angers         | dettagli | Angers            | Stadio Raymond Kopa      | 20º posto in Ligue 1, retrocessa           |
| Annecy         | dettagli | Annecy            | Parc des Sports          | 17º posto in Ligue 2                       |
| Auxerre        | dettagli | Auxerre           | Stadio Abbé-Deschamps    | 17º posto in Ligue 1, retrocessa           |
| Bastia         | dettagli | Bastia            | Stadio Armand Cesari     | 4º posto in Ligue 2                        |
| Bordeaux       | dettagli | Bordeaux          | Stade Matmut-Atlantique  | 3º posto in Ligue 2                        |
| Caen           | dettagli | Caen              | Stadio Michel d'Ornano   | 5º posto in Ligue 2                        |
| Concarneau     | dettagli | Concarneau        | Stade Guy Piriou         | 1º posto in Championnat National, promossa |
| Dunkerque      | dettagli | Dunkerque         | Stadio Marcel Tribut     | 2º posto in Championnat National, promossa |
| Grenoble       | dettagli | Grenoble          | Stade des Alpes          | 10º posto in Ligue 2                       |
| Guingamp       | dettagli | Guingamp          | Stadio di Roudourou      | 6º posto in Ligue 2                        |
| Laval          | dettagli | Laval             | Stadio Francis Le Basser | 15º posto in Ligue 2                       |
| Paris FC       | dettagli | Parigi            | Stade Charléty           | 7º posto in Ligue 2                        |
| Pau            | dettagli | Pau               | Stade du Hameau          | 13º posto in Ligue 2                       |
| Quevilly-Rouen | dettagli | Le Petit-Quevilly | Stadio Robert Diochon    | 11º posto in Ligue 2                       |
| Rodez          | dettagli | Rodez             | Stade Paul-Lignon        | 14º posto in Ligue 2                       |
| Saint-Étienne  | dettagli | Saint-Étienne     | Stadio Geoffroy Guichard | 8º posto in Ligue 2                        |
| Troyes         | dettagli | Troyes            | Stade de l'Aube          | 19º posto in Ligue 1, retrocessa           |
| Valenciennes   | dettagli | Valenciennes      | Stadio dell'Hainaut      | 16º posto in Ligue 2                       |

## Allenatori e primatisti
| Squadra        | Allenatore                                                                            | Calciatore più presente             | Cannoniere                        |
| -------------- | ------------------------------------------------------------------------------------- | ----------------------------------- | --------------------------------- |
| Ajaccio        | Olivier Pantaloni                                                                     | Thomas Mangani (36)                 | Christopher Ibayi (6)             |
| Amiens         | Omar Daf                                                                              | Antoine Léautey (37)                | Louis Mafouta (15)                |
| Angers         | Alexandre Dujeux                                                                      | Jordan Lefort Pierrick Capelle (37) | Loïs Diony (15)                   |
| Annecy         | Laurent Guyot                                                                         | Gaby Jean (38)                      | Samuel Ntamack (9)                |
| Auxerre        | Christophe Pélissier                                                                  | Gaëtan Perrin (38)                  | Gauthier Hein (11)                |
| Bastia         | Régis Brouard (1ª-22ª) Lilian Laslandes (23ª-24ª) Michel Moretti (25ª-ª)              | Migouel Alfarela (12)               | Migouel Alfarela (8)              |
| Bordeaux       | David Guion (1ª-10ª) Albert Riera (11ª-ª)                                             | Jérémy Livolant Pedro Díaz (38)     | Žan Vipotnik (10)                 |
| Caen           | Jean-Marc Furlan (1ª-13ª) Patrice Sauvaget (14ª-15ª) Nicolas Seube (16ª-ª)            | Romain Thomas Alexandre Mendy (37)  | Alexandre Mendy (22)              |
| Concarneau     | Stéphane Le Mignan                                                                    | Esteban Salles (38)                 | Pape Ibnou Ba (12)                |
| Dunkerque      | Romain Revelli (1ª-7ª) Luís Castro (8ª-ª)                                             | Enzo Bardeli (38)                   | Julien Anziani Gaëtan Courtet (4) |
| Grenoble       | Vincent Hognon (1ª-28ª) Laurent Peyrelade (29ª-)                                      | Dante Rigo Lenny Joseph (37)        | Pape Meïssa Ba (11)               |
| Guingamp       | Stéphane Dumont                                                                       | Enzo Basilio Amadou Sagna (38)      | Amine El Ouazzani (12)            |
| Laval          | Olivier Frapolli                                                                      | Thibaut Vargas Sam Sanna (38)       | Malik Tchokounté (8)              |
| Paris FC       | Stéphane Gilli                                                                        | Moustapha Mbow (38)                 | Pierre-Yves Hamel (8)             |
| Pau            | Nicolas Usaï                                                                          | Bingourou Kamara (36)               | Moussa Sylla (15)                 |
| Quevilly-Rouen | Olivier Echouafni (1ª-20ª) Alain Wathelet (ad interim, 20ª) Jean-Louis Garcia (21ª-ª) | Till Cissokho (37)                  | Sambou Soumano (12)               |
| Rodez          | Didier Santini                                                                        | Waniss Taïbi Killian Corredor (38)  | Andréas Hountondji (14)           |
| Saint-Etienne  | Laurent Batlles (1ª-17ª) Laurent Huard (ad interimm,18ª) Olivier Dall'Oglio (19ª-ª)   | Léo Pétrot (35)                     | Ibrahim Sissoko (13)              |
| Troyes         | Patrick Kisnorbo (1ª-15ª) Alou Diarra (ad interim, 16ª) David Guion (17ª-ª)           | Mouhamed Diop (35)                  | Rafiki Saïd (9)                   |
| Valenciennes   | Jorge Maciel (1ª-17ª) Ahmed Kantari (18ª-)                                            | Julien Masson (32)                  | Aymen Boutoutaou (4)              |

## Classifica finale
Aggiornata al 17 maggio 2024
|       | Pos. | Squadra        | Pt | G  | V  | N  | P  | GF | GS | DR  |
| ----- | ---- | -------------- | -- | -- | -- | -- | -- | -- | -- | --- |
|       | 1.   | Auxerre        | 74 | 38 | 21 | 11 | 6  | 72 | 36 | +36 |
|       | 2.   | Angers         | 68 | 38 | 20 | 8  | 10 | 56 | 42 | +14 |
|       | 3.   | Saint-Étienne  | 65 | 38 | 19 | 8  | 11 | 48 | 31 | +17 |
|       | 4.   | Rodez          | 60 | 38 | 16 | 12 | 10 | 62 | 51 | +11 |
|       | 5.   | Paris FC       | 59 | 38 | 16 | 11 | 11 | 49 | 42 | +7  |
|       | 6.   | Caen           | 58 | 38 | 17 | 7  | 14 | 51 | 45 | +6  |
|       | 7.   | Laval          | 55 | 38 | 15 | 10 | 13 | 40 | 45 | -5  |
|       | 8.   | Amiens         | 53 | 38 | 12 | 17 | 9  | 36 | 36 | 0   |
|       | 9.   | Guingamp       | 51 | 38 | 13 | 12 | 13 | 44 | 40 | +4  |
|       | 10.  | Pau            | 51 | 38 | 13 | 12 | 13 | 60 | 57 | +3  |
|       | 11.  | Grenoble       | 51 | 38 | 13 | 12 | 13 | 43 | 44 | -1  |
| [ 2 ] | 12.  | Bordeaux (-1)  | 50 | 38 | 14 | 9  | 15 | 50 | 52 | -2  |
|       | 13.  | Bastia (-1)    | 50 | 38 | 14 | 9  | 15 | 44 | 48 | -4  |
|       | 14.  | Annecy         | 46 | 38 | 12 | 10 | 16 | 49 | 50 | -1  |
|       | 15.  | Ajaccio        | 46 | 38 | 12 | 10 | 16 | 35 | 46 | -11 |
|       | 16.  | Dunkerque      | 46 | 38 | 12 | 10 | 16 | 36 | 52 | -16 |
|       | 17.  | Troyes         | 41 | 38 | 9  | 14 | 15 | 42 | 50 | -8  |
|       | 18.  | Quevilly-Rouen | 38 | 38 | 7  | 17 | 14 | 51 | 55 | -4  |
|       | 19.  | Concarneau     | 38 | 38 | 10 | 8  | 20 | 39 | 57 | -18 |
|       | 20.  | Valenciennes   | 29 | 38 | 6  | 11 | 21 | 26 | 54 | -28 |

Legenda:
      Promosse in Ligue 1 2024-2025
  Partecipano ai play-off
      Retrocesse in Championnat National 2024-2025
Regolamento:
Tre punti a vittoria, uno a pareggio, zero a sconfitta.
In caso di arrivo di due o più squadre a pari punti, la graduatoria verrà stilata secondo la classifica avulsa tra le squadre interessate che prevede, in ordine, i seguenti criteri:
* Migliore differenza reti generale
* Maggior numero di reti realizzate in generale
* Migliore differenza reti negli scontri diretti
* Miglior piazzamento nel Classement du fair-play (un punto per calciatore ammonito; tre punti per calciatore espulso).
Note:
Il Bordeaux è stato retrocesso nel Championnat National 2 per irregolarità finanziarie.

## Tabellone
Aggiornato al 17 maggio 2024
|                | AJA  | AMI  | ANN  | ANG  | AUX  | BAS  | BOR  | CAE  | CON  | DUN  | GRE  | GUI  | LAV  | PAR  | PAU  | QUE  | ROD  | SaE      | TRO  | VAL  |
| -------------- | ---- | ---- | ---- | ---- | ---- | ---- | ---- | ---- | ---- | ---- | ---- | ---- | ---- | ---- | ---- | ---- | ---- | -------- | ---- | ---- |
| Ajaccio        | –––– | 0-0  | 1-3  | 1-1  | 0-1  | 2-0  | 0-0  | 2-1  | 1-0  | 2-2  | 1-2  | 3-0  | 2-0  | 2-1  | 2-0  | 1-1  | 1-1  | 2-0      | 1-0  | 2-1  |
| Amiens         | 0-0  | –––– | 1-0  | 1-4  | 0-0  | 2-1  | 1-1  | 0-0  | 1-1  | 0-1  | 1-2  | 4-1  | 0-0  | 1-1  | 2-3  | 1-0  | 1-1  | 1-0      | 0-0  | 0-0  |
| Annecy         | 2-0  | 1-1  | –––– | 1-2  | 0-2  | 3-2  | 3-1  | 1-2  | 0-3  | 3-0  | 0-1  | 1-4  | 1-3  | 2-2  | 0-0  | 0-0  | 1-2  | 1-1      | 0-0  | 2-1  |
| Angers         | 3-1  | 1-3  | 0-0  | –––– | 2-2  | 2-0  | 2-0  | 3-0  | 2-0  | 0-0  | 1-0  | 1-0  | 1-1  | 2-0  | 2-1  | 3-2  | 2-1  | 0-3      | 2-1  | 2-0  |
| Auxerre        | 2-0  | 0-1  | 4-0  | 1-0  | –––– | 1-1  | 3-1  | 2-1  | 4-1  | 0-1  | 0-0  | 1-1  | 4-0  | 2-0  | 2-2  | 3-2  | 3-1  | 5-2      | 2-0  | 0-0  |
| Bastia         | 1-0  | 1-2  | 2-1  | 2-0  | 0-0  | –––– | 3-1  | 1-2  | 2-0  | 1-1  | 1-0  | 0-0  | 0-3  | 1-1  | 1-4  | 0-0  | 0-2  | 0-4      | 3-2  | 3-0  |
| Bordeaux       | 4-0  | 2-0  | 3-1  | 1-0  | 2-4  | 2-3  | –––– | 1-1  | 1-0  | 2-0  | 1-0  | 1-0  | 0-1  | 3-3  | 3-2  | 0-0  | 2-2  | 0-0      | 0-1  | 3-1  |
| Caen           | 3-0  | 2-0  | 2-1  | 2-0  | 1-1  | 1-0  | 0-1  | –––– | 1-0  | 1-0  | 1-2  | 0-1  | 1-0  | 0-1  | 2-0  | 3-3  | 1-0  | 1-2      | 0-0  | 3-0  |
| Concarneau     | 2-1  | 0-0  | 1-1  | 2-4  | 1-2  | 0-0  | 4-2  | 0-2  | –––– | 4-3  | 0-3  | 2-3  | 1-3  | 2-2  | 1-2  | 0-0  | 1-2  | 0-1      | 1-0  | 1-0  |
| Dunkerque      | 2-0  | 0-1  | 0-2  | 0-1  | 1-3  | 0-5  | 0-2  | 2-2  | 2-2  | –––– | 0-0  | 0-1  | 0-2  | 1-3  | 1-0  | 0-1  | 1-2  | 1-0      | 2-2  | 2-1  |
| Grenoble       | 0-3  | 1-3  | 1-0  | 0-0  | 1-1  | 0-0  | 2-0  | 5-1  | 2-1  | 2-2  | –––– | 0-0  | 0-2  | 2-0  | 0-1  | 2-1  | 2-1  | 0-2      | 0-0  | 3-3  |
| Guingamp       | 3-0  | 0-0  | 1-4  | 1-2  | 2-1  | 0-1  | 0-0  | 1-0  | 0-1  | 0-1  | 2-2  | –––– | 0-1  | 0-1  | 4-0  | 2-2  | 3-3  | 2-2      | 0-0  | 3-0  |
| Laval          | 1-1  | 1-1  | 0-3  | 1-0  | 1.3  | 1-2  | 1-0  | 2-1  | 0-3  | 1-2  | 1-1  | 2-1  | –––– | 1-1  | 1-1  | 2-4  | 1-0  | 0-1      | 1-2  | 1-0  |
| Paris FC       | 2-0  | 3-0  | 2-1  | 3-1  | 0-2  | 1-0  | 1-2  | 0-2  | 3-0  | 1-2  | 2-1  | 2-1  | 0-1  | –––– | 1-1  | 2-2  | 2-0  | 0-0      | 2-2  | 2-1  |
| Pau            | 1-1  | 1-0  | 0-3  | 4-4  | 2-2  | 1-2  | 3-0  | 2-3  | 2-0  | 1-1  | 3-3  | 1-2  | 3-0  | 2-0  | –––– | 0-2  | 2-2  | 0-1      | 1-1  | 3-1  |
| Quevilly-Rouen | 0-1  | 3-3  | 1-2  | 0-1  | 4-3  | 0-1  | 3-2  | 1-2  | 2-3  | 1-2  | 1-1  | 0-1  | 0-0  | 0-0  | 2-2  | –––– | 3-1  | 2-1      | 1-1  | 0-0  |
| Rodez          | 2-0  | 2-2  | 1-3  | 4-1  | 2-0  | 1-1  | 2-2  | 5-3  | 2-0  | 0-0  | 3-1  | 0-0  | 1-2  | 1-0  | 2-1  | 3-3  | –––– | 2-1      | 2-1  | 0-1  |
| Saint-Étienne  | 0-0  | 0-1  | 2-1  | 2-0  | 1-0  | 3-2  | 2-1  | 1-0  | 1-0  | 2-0  | 0-1  | 1-3  | 0-0  | 0-1  | 1-2  | 2-1  | 1-1  | –––– \|- | 5-0  | 0-0  |
| Troyes         | 3-1  | 2-0  | 1-1  | 1-4  | 1-2  | 2-0  | 2-1  | 2-1  | 0-0  | 1-2  | 3-1  | 0-1  | 3-1  | 1-2  | 2-2  | 2-2  | 3-3  | 0-1      | –––– | -    |
| Valenciennes   | 1-0  | 0-1  | 0-0  | 0-0  | 1-4  | 3-1  | 1-2  | 2-2  | 0-1  | 0-1  | 2-0  | 0-0  | 1-1  | 0-1  | 1-4  | 2-1  | 0-2  | 0-2      | 1-1  | –––– |

## Spareggio promozione-retrocessione
Le squadre classificatesi dal 3º al 5º posto in campionato partecipano alle gare di qualificazione per lo spareggio promozione-retrocessione contro la 16ª classificata in Ligue 1. 
Per tali partite, in caso di parità, non vi saranno tempi supplementari, per cui si andrebbe direttamente ai calci di rigore. 
Allo spareggio, in programma il 30 maggio (andata) e il 2 giugno (ritorno),  sono ammesse la sedicesima classificata in Ligue 1 e la vincitrice degli spareggi promozione in Ligue 2. In questo caso al termine del confronto delle gare andata e ritorno, in caso di parità vi saranno tempi supplementari ed eventualmente i calci di rigore.

### Semifinale
| Squadra 1 | Risultato     | Squadra 2 |
| --------- | ------------- | --------- |
| Rodez     | 2-2 (3-2 dtr) | Paris FC  |

### Finale
| Squadra 1     | Risultato | Squadra 2 |
| ------------- | --------- | --------- |
| Saint-Étienne | 2 - 0     | Rodez     |

### Spareggio finale
|               | Risultati   |               | Luogo e data                  |
| ------------- | ----------- | ------------- | ----------------------------- |
| Saint-Étienne | 2 - 1       | Metz          | Saint-Étienne, 30 maggio 2024 |
| Metz          | 2 - 2 (dts) | Saint-Étienne | Metz, 2 giugno 2024           |
|               |             |               |                               |

## Statistiche

### Squadre

#### Capoliste solitarie
|    | —— | —— | ——   | —— | ——    | ——    | ——    | ——    | ——    | ——    | ——    | ——    | ——    | ——    | ——    | ——     | ——     | ——     | ——     | ——     | ——  | ——     | ——      | ——      | ——      | ——      | ——      | ——      | ——      | ——      | ——      | ——      | ——      | ——      | ——      | ——      | ——      | —— |  |
|    |    |    | Caen |    | Laval | Laval | Laval | Laval | Laval | Laval | Laval | Laval | Laval | Laval | Laval | Angers | Angers | Angers | Angers | Angers |     | Angers | Auxerre | Auxerre | Auxerre | Auxerre | Auxerre | Auxerre | Auxerre | Auxerre | Auxerre | Auxerre | Auxerre | Auxerre | Auxerre | Auxerre | Auxerre |    |  |
|    |    |    |      |    |       |       |       |       |       |       |       |       |       |       |       |        |        |        |        |        |     |        |         |         |         |         |         |         |         |         |         |         |         |         |         |         |         |    |  |
|    |    |    |      |    |       |       |       |       |       |       |       |       |       |       |       |        |        |        |        |        |     |        |         |         |         |         |         |         |         |         |         |         |         |         |         |         |         |    |  |
| 1ª | 2ª | 3ª | 4ª   | 5ª | 6ª    | 7ª    | 8ª    | 9ª    | 10ª   | 11ª   | 12ª   | 13ª   | 14ª   | 15ª   | 16ª   | 17ª    | 18ª    | 19ª    | 20ª    | 21ª    | 22ª | 23ª    | 24ª     | 25ª     | 26ª     | 27ª     | 28ª     | 29ª     | 30ª     | 31ª     | 32ª     | 33ª     | 34ª     | 35ª     | 36ª     | 37ª     | 38ª     |    |  |

### Individuali

#### Classifica marcatori
Aggiornata al 17 maggio 2024
| Gol |  |  | Giocatore          | Squadra        |
| --- |  |  | ------------------ | -------------- |
| 22  |  |  | Alexandre Mendy    | Caen           |
| 15  |  |  | Louis Mafouta      | Amiens         |
| 15  |  |  | Loïs Diony         | Angers         |
| 15  |  |  | Moussa Sylla       | Pau            |
| 15  |  |  | Ado Onaiwu         | Auxerre        |
| 14  |  |  | Andréas Hountondji | Rodez          |
| 12  |  |  | Killian Corredor   | Rodez          |
| 12  |  |  | Migouel Alfarela   | Bastia         |
| 12  |  |  | Pape Ibnou Ba      | Concarneau     |
| 12  |  |  | Sambou Soumano     | Quevilly Rouen |
| 12  |  |  | Ibrahim Sissoko    | Saint-Etienne  |
| 11  |  |  | Mons Bassouamina   | Pau            |
| 11  |  |  | Pape Meïssa Ba     | Grenoble       |
| 11  |  |  | Amani El Ouzzani   | Giungamp       |
| 11  |  |  | Gauthier Hein      | Auxerre        |
| 11  |  |  | Kalifa Coulibaly   | Quevilly Rouen |
| 10  |  |  | Florian Ayé        | Auxerre        |
| 10  |  |  | Žan Vipotnik       | Bordeaux       |